# (51772) Sparker
(51772) Sparker est un astéroïde de la ceinture principale.

## Description
(51772) Sparker est un astéroïde de la ceinture principale. Il fut découvert le 16 juin 2001 à Badlands par Ron Dyvig. Il présente une orbite caractérisée par un demi-grand axe de 2,68 UA, une excentricité de 0,19 et une inclinaison de 11,0° par rapport à l'écliptique.

## Compléments